# دھوتھر
دھوتھر وهم الزط۔ دھوتھر يعيشون في البنجاب محافظة باكستان و الهند. الدھوتھر الذين يعيشون في باكستان هم في الغالب مسلمين والذين يعيشون في الهند هم من السيخ.